# Skobelevo, Stara Zagora
Skobelevo (în bulgară Скобелево) este un sat în comuna Pavel Banea, regiunea Stara Zagora,  Bulgaria. 

## Demografie
Componența etnică a satului Skobelevo
     Turci (32,73%)
     Bulgari (36,45%)
     Romi (29,16%)
     Nicio identificare (1,65%)
La recensământul din 2011, populația satului Skobelevo era de 727 locuitori. Nu există o etnie majoritară, locuitorii fiind bulgari (36,45%), turci (32,73%) și romi (29,16%). Pentru 1,65% din locuitori nu este cunoscută apartenența etnică.